# Elisabeth Grümmer
Pour les articles homonymes, voir Grümmer.
Elisabeth Grümmer, née Elisabeth Schilz (31 mars 1911 à Niederjeutz, aujourd'hui Yutz, Moselle, France, - 6 novembre 1986 à Warendorf) est une soprano lyrique allemande. Chanteuse de renommée internationale, elle s'illustra particulièrement à l'Opéra de Berlin.

## Biographie
Elisabeth Schilz naît le 31 mars 1911 à Basse-Yutz, en Moselle), à l'époque annexée à l'Empire allemand. Comme des centaines d'autres, sa famille est expulsée par la France vers l'Allemagne, après la fin de la Première Guerre mondiale. Elle s'installe alors à Meiningen, en Thuringe, où la jeune fille prend des cours de théâtre et fait ses débuts sur scène en interprétant Klärchen dans Egmont de Goethe.
Elisabeth Schilz épouse Detlev Grümmer, violoniste et « maître de concert » du Landestheater de Meiningen. Ils partent ensuite s'installer à Aix-la-Chapelle. La jeune femme commence à prendre des leçons de chant, notamment sous la conduite de Franziska Martienssen-Lohmann. Karajan, qui montre de l'intérêt pour les talents vocaux d'Elisabeth et son assiduité dans l'apprentissage vocal, la choisit en 1940 pour interpréter un rôle de second plan dans une représentation du Parsifal de Richard Wagner.
Elle obtient son premier rôle « d'avant-scène » en 1941 et, en 1942, elle est engagée comme première soprano à l'opéra de Duisbourg, qu'elle quitte en 1944 pour celui de Prague.
Son mari étant mort durant un bombardement allié dans la cave de leur maison, Elisabeth, semble-t-il fidèle à son souvenir, choisit de ne jamais se remarier.
En 1946, Elisabeth Grümmer obtient un engagement au Städtische Oper Berlin, qui deviendra plus tard le Deutsche Oper. Elle s'y produit pendant vingt-six ans, jusqu'en 1972, ce qui ne l'empêche pas d'apparaître périodiquement sur d'autres scènes de renommée mondiale, telles que Covent Garden, la Scala de Milan, ou le Metropolitan Opera de New York. Professeur à la Musikhochschule de Berlin, elle a aussi dirigé des masterclasses, notamment à Paris et Lucerne.
Elisabeth Grümmer s'est éteinte le 6 novembre 1986, à Warendorf), en Rhénanie-du-Nord-Westphalie.

## Carrière
Dans la lignée de Maria Müller, elle représente une forme de bel canto allemand absolu. À la fois mezzo-soprano et soprano, Elisabeth Grümmer a fait le choix de ne chanter qu'un nombre restreint de rôles, le plus souvent en langue allemande. Outre ses prestations sur scène comme chanteuse lyrique, Elisabeth Grümmer se produisait également dans des concerts et récitals consacrés à d'autres types d'œuvres vocales, passions, cantates ou lieder. Elle a enregistré un certain nombre d'œuvres pour la production discographique.

## Discographie

### Opéras
- Der Rosenkavalier, de Richard Strauss, chef d'orchestre : Wilhelm Schüchter, EMICLASSICS 8264302 CD-Album (2000)
- Der Freischütz, de Carl Maria von Weber, chef d'orchestre : Wilhelm Furtwängler, 1954, EMICLASSICS 5674192 2CD-Album (2000)
- Der Freischütz, de Carl Maria von Weber, chef d'orchestre : Erich Kleiber, 1956, Arkadia CDMP 433.2 2CD-Album (1991)
- Lohengrin, de Richard Wagner, chef d'orchestre : Rudolf Kempe, 1962, EMICLASSICS 567415 3CD-Album
- Hänsel und Gretel, de Engelbert Humperdinck, chef d'orchestre : Herbert von Karajan, EMICLASSICS 5670612 2CD-Album (1999)
- Don Giovanni, de Wolfgang Amadeus Mozart, chef d'orchestre : Wilhelm Furtwängler, 1954, EMICLASSICS 7638602 3CD-Album (1991)
- Die Hochzeit des Figaro, de Wolfgang Amadeus Mozart, RELIEF B0001M64VQ 2CD-Album (2004)

### Passions et cantates
- Matthäus-Passion, BWV 244, de Johann Sebastian Bach, chef d'orchestre Wilhelm Furtwängler, EMICLASSICS 5655092 2CD-Album (1995)
- Johannes-Passion, BWV 245, de Johann Sebastian Bach, chef d'orchestre : Karl Forster, EMICLASSICS 7642342 2CD-Album (1992)
- Kantaten - Cantatas, de Johann Sebastian Bach, chef d'orchestre : Kurt Thomas, BERLINCLASSICS B000024WMM CD (1996)
- Bach MADE IN GERMANY Vol. II Kantaten, Motetten, Weihnachtsoratorium, chef d'orchestre : Kurt Thomas, BERLINCLASSICS B000031W6B 8CD-Album (1999)

### Lieder
- Elisabeth Grümmer, Lieder by Schubert, Brahms, Grieg und Verdi, chefs d'orchestre : Hugo Diez et Richard Kraus, TESTAMENT B000003XJQ (1996)
- Elisabeth Grümmer, Liederabend, Lieder by Mendelssohn, Schumann, Schoeck, Wolf, ORFEO 506001B CD (2000)
- Recital 1970, Lieder by Beethoven, Brahms, Mozart, Reger, Schubert, Schumann, Strauss, Wolf, chef d'orchestre : Richard Kraus, GALA B000028CLY 2CD-Album (2001)

## Sources
- Elisabeth Grümmer sur cantabile-subito.de
- Le Dictionnaire des interprètes, sous la direction de Alain Pâris, Paris, Robert Laffont, coll. « Bouquins », 1989.  (ISBN 2-221-06660-X)
- L'Univers de l'opéra. Œuvres, scènes, compositeurs, interprètes, sous la direction de Bertrand Dermoncourt, Paris, Robert Laffont, coll. « Bouquins », 2012.